# Kubok Rossii 2005-2006
La Coppa di Russia 2005-2006 (in russo Кубок России?, Kubok Rossii) è stata la 14ª edizione del principale torneo a eliminazione diretta del calcio russo. Il torneo è iniziato il 17 aprile 2005 ed è terminato il 20 maggio 2006, con la finale giocata allo Stadio Lužniki di Mosca. Il CSKA Mosca ha vinto la coppa, la terza della sua storia, la seconda consecutiva, battendo in finale i concittadini dello Spartak.

## Formula
Fu confermata la formula della stagione precedente: la Coppa si dipanava su dieci turni, i primi cinque e la finale disputati in gara unica, gli altri con partite di andata e ritorno: in caso di parità al termine dei novanta minuti venivano disputati i tempi supplementari; in caso di ulteriore parità venivano effettuati i tiri di rigore.
I primi quattro turni videro coinvolte esclusivamente squadre di Vtoroj divizion 2005.
Le formazioni di Pervyj divizion 2005 entrarono in scena al quinto turno.
Le sedici squadre della Prem'er-Liga 2005, invece, entrarono in gioco nel sesto turno (i sedicesimi di finale).

## Primo turno
Le partite furono disputate 17 aprile 2005.
A questo turno parteciparono delle 32 squadre iscritte alla Vtoroj divizion 2004.
| Squadra 1                 | Risultato       | Squadra 2             |
| ------------------------- | --------------- | --------------------- |
| Lokokomtiv Nižnij Novg.   | 0 – 0 (0-3 dcr) | Volga Nižnij Novgorod |
| Saturn Naberezhnye Chelny | 0 – 1           | Lada-SOK              |
| Sodovik                   | 0 – 0 (4-3 dcr) | Metallurg-Metiznik    |

## Secondo turno
Le partite furono disputate tra il 20 e il 25 aprile 2005.
A questo turno presero parte le tre vincitrici del turno precedente a cui si unirono altre 59 squadre provenienti dalla Vtoroj divizion 2005.
| Squadra 1                | Risultato       | Squadra 2                   |
| ------------------------ | --------------- | --------------------------- |
| Tekstil'ščik Kamyšin     | 0 – 2           | Torpedo Volžskij            |
| Sudostroitel' Astrachan' | 1 – 2           | Rotor-2                     |
| Soči-04                  | 2 – 3 (dts)     | Družba Majkop               |
| SKA Rostov               | 0 – 0 (7-6 dcr) | Ktasnodar-2000              |
| Avtodor Vladikavkaz      | 1 – 1 (2-4 dcr) | Angušt Nazran'              |
| Lokomotiv-M Serpuchov    | 1 – 1 (4-5 dcr) | Lokomotiv Kaluga            |
| Volga Tver'              | 1 – 0           | Voločanin-Ratmir            |
| Torpedo Vladimir         | 1 – 0           | Tekstilščik-Telekom Ivanovo |
| Sportakademklub          | 0 – 2           | Spartak Kostroma            |
| Spartak-MŽK Rjazan'      | 0 – 3           | Rjazan'-Agrokomplekt        |
| Spartak Tambov           | 2 – 1           | Iskra Ėngel's               |
| Spartak Ščëlkovo         | 1 – 0           | Reutov                      |
| Spartak Luchovicy        | 0 – 2           | Saturn Egor'evsk            |
| Šachtër Prokop'evsk      | 1 – 2 (dts)     | Zarya Leninsk-Kuznetskiy    |
| Saljut-Ėnergija          | 1 – 2           | Lokomotiv Liski             |
| Nika Mosca               | 2 – 0           | Titan Mosca                 |
| Nara-Desna               | 2 – 2 (4-5 dcr) | Presnja                     |
| Mordovija                | 1 – 0           | Zenit Penza                 |
| Elec                     | 2 – 0           | Don Novomoskovsk            |
| Smolensk                 | 2 – 0           | Pskov-2000                  |
| Dinamo Vologda           | 1 – 2           | Šeksna Čerepovec            |
| Kuzbass-Dinamo           | 0 – 0 (0-3 dcr) | Čkalovec                    |
| Irtyš Omsk               | 0 – 2           | Dinamo Barnaul              |
| Rubin-2                  | 2 – 1           | Neftechimik                 |
| Lada-SOK                 | 1 – 2           | Lada Togliatti              |
| Alnas                    | 0 – 0 (2-3 dcr) | Neftjanik Ufa               |
| Zenit Čeljabinsk         | 0 – 2           | Sodovik                     |
| Volga Nižnij Novgorod    | 0 – 1           | Ėnergetik Uren'             |
| Uralec-TS Nižnij Tagil   | 2 – 0           | Tobol Kurgan                |
| Gazovik-Gazprom          | 2 – 0           | Dinamo Kirov                |
| Gazovik Orenburg         | 0 – 2           | Nosta Novotroick            |

## Terzo turno
Le partite furono disputate tra il 23 aprile e il 15 maggio 2005.
Vi parteciparono le 31 squadre promosse del turno precedente cui si unirono altre tredici squadre.
| Squadra 1               | Risultato   | Squadra 2              |
| ----------------------- | ----------- | ---------------------- |
| Okean                   | 2 – 0       | Smena K.N.A.           |
| Torpedo Volžskij        | 1 – 3       | Rotor-2                |
| Olimpija Volgograd      | 1 – 0       | SKA Rostov             |
| Družba Majkop           | 1 – 2       | Spartak-UGP Anapa      |
| Angušt Nazran'          | 1 – 2 (dts) | Mašuk-KMV Pjatigorsk   |
| Zvezda Irkutsk          | 2 – 0       | Sibirjak Bratsk        |
| Zarja Leninsk-Kuzneckij | 0 – 5       | Dinamo Barnaul         |
| Čkalovec                | 3 – 0       | Metallurg Krasnojarsk  |
| Zenit-2                 | 0 – 1       | Volga Tver'            |
| Spartak Kostroma        | 1 – 0 (dts) | Spartak Ščëlkovo       |
| Sodovik                 | 3 – 1       | Uralec-TS Nižnij Tagil |
| Šeksna Čerepovec        | 0 – 1       | Torpedo Vladimir       |
| Saturn Egor'evsk        | 3 – 1       | Rjazan'-Agrokomplekt   |
| Presnja                 | 1 – 0       | Arsenal Tula           |
| Nosta Novotroick        | 2 – 1       | Neftjanik Ufa          |
| Mordovija               | 3 – 1       | Spartak Tambov         |
| Lokomotiv Liski         | 1 – 2 (dts) | Elec                   |
| Lokomotiv Kaluga        | 2 – 4       | Vitjaz' Podol'sk       |
| Lobnya-Alla Lobnya      | 1 – 0       | Nika Mosca             |
| Lada Togliatti          | 4 – 0       | Rubin-2                |
| Ėnergetik Uren'         | 2 – 0       | Gazovik-Gazprom        |
| Baltika                 | 5 – 0       | Smolensk               |

## Quarto turno
Le partite furono disputate tra il 15 maggio e 5 giugno 2005.
A questo turno presero parte le ventidue squadre promosse dal turno precedente.
| Squadra 1            | Risultato   | Squadra 2          |
| -------------------- | ----------- | ------------------ |
| Elec                 | 2 – 1 (dts) | Lobnya-Alla        |
| Lada Togliatti       | 5 – 0       | Ėnergetik Uren'    |
| Nosta Novotroick     | 2 – 1       | Sodovik            |
| Saturn Egor'evsk     | 1 – 0       | Mordovija          |
| Spartak Kostroma     | 3 – 2 (dts) | Baltika            |
| Torpedo Vladimir     | 2 – 1       | Volga Tver'        |
| Vitjaz' Podol'sk     | 2 – 1       | Presnja            |
| Dinamo Barnaul       | 3 – 0       | Čkalovec           |
| Okean                | 1 – 0       | Zvezda Irkutsk     |
| Mašuk-KMV Pjatigorsk | 1 – 0       | Spartak-UGP Anapa  |
| Rotor-2              | 0 – 1       | Olimpija Volgograd |

## Quinto turno
Le partite furono disputate tra il 22 e il 25 giugno 2005.
Vi parteciparono le undici squadre promosse del turno precedente e le 21 delle squadre iscritte alla Pervyj divizion 2005 (tutte tranne il Sokol Saratov).
| Squadra 1            | Risultato       | Squadra 2          |
| -------------------- | --------------- | ------------------ |
| Spartak Kostroma     | 3 – 2           | Chimki             |
| Volgar'-Gazprom      | 2 – 0           | Anži               |
| Vitjaz' Podol'sk     | 4 – 0           | Avangard Kursk     |
| Ural                 | 1 – 1 (3-2 dcr) | Spartak Čeljabinsk |
| Torpedo Vladimir     | 5 – 1           | Petrotrest         |
| Spartak Nal'čik      | 1 – 1 (6-5 dcr) | Fakel Voronež      |
| Saturn Egor'evsk     | 3 – 2           | KAMAZ              |
| Olimpija Volgograd   | 1 – 3           | Kuban'             |
| Okean                | 3 – 1           | Amur Blagoveščensk |
| Mašuk-KMV Pjatigorsk | 0 – 2           | Dinamo Machačkala  |
| Luč-Ėnergija         | 1 – 0 (dts)     | SKA-Ėnergija       |
| Lokomotiv Čita       | 3 – 3 (5-3 dcr) | Čkalovec-1936      |
| Elec                 | 1 – 2 (dts)     | Dinamo Brjansk     |
| Orël                 | 0 – 1           | Metallurg Lipeck   |
| Dinamo Barnaul       | 1 – 1 (2-4 dcr) | Metallurg-Kuzbass  |
| Nosta Novotroick     | 2 – 2 (3-5 dcr) | Lada Togliatti     |

## Sedicesimi di finale
Questo è stato il primo turno disputato con gare di andata e ritorno; le partite di andata furono disputate il 6 luglio e il 28 agosto 2005, quelle di ritorno tra il 13 luglio e il 12 novembre 2005. A questo turno parteciparono le 16 squadre promosse dal turno precedente e le 16 squadre militanti nella Prem'er-Liga 2005.
| Squadra 1              | Totale          | Squadra 2             | Andata | Ritorno     |
| ---------------------- | --------------- | --------------------- | ------ | ----------- |
| Tom' Tomsk             | 3 - 4           | Spartak Kostroma      | 3 - 2  | 0 - 2       |
| Rubin                  | 3 - 1           | Vitjaz' Podol'sk      | 1 - 0  | 2 - 1       |
| CSKA Mosca             | 3 - 2           | Torpedo Vladimir      | 2 - 0  | 1 - 1       |
| Metallurg Lipeck       | 1 - 4           | Šinnik                | 1 - 0  | 0 - 4       |
| Spartak Mosca          | 8 - 1           | Okean                 | 6 - 0  | 2 - 1       |
| Lada Togliatti         | 1 - 2           | Amkar Perm'           | 1 - 0  | 0 - 2       |
| Kuban'                 | 1 - 1 (gfc)     | Zenit San Pietroburgo | 1 - 1  | 0 - 0       |
| Dinamo Machačkala      | 3 - 6           | FK Mosca              | 1 - 4  | 2 - 2       |
| Dinamo Brjansk         | 0 - 4           | Dinamo Mosca          | 0 - 0  | 0 - 4       |
| Terek Groznyj          | 6 - 1           | Spartak Nal'čik       | 5 - 0  | 1 - 1       |
| Kryl'ja Sovetov Samara | 4 - 2           | Saturn Egor'evsk      | 4 - 1  | 0 - 1       |
| Saturn                 | 3 - 2           | Ural                  | 1 - 1  | 2 - 1       |
| Luč-Ėnergija           | 3 - 2           | Rostov                | 2 - 1  | 1 - 1       |
| Alanija Vladikavkaz    | 2 - 2 (4-5 dcr) | Lokomotiv Čita        | 2 - 0  | 0 - 2 (dts) |
| Volgar'-Gazprom        | 0 - 4           | Torpedo Mosca         | 0 - 2  | 0 - 2       |
| Lokomotiv Mosca        | 3 - 1           | Metallurg-Kuzbass     | 2 - 0  | 1 - 1       |

## Ottavi di finale
Le gare di andata furono disputate tra il 4 e il 5 marzo 2006, quelle di ritorno tra l'8 e il 15 marzo 2006.
| Squadra 1              | Totale          | Squadra 2        | Andata | Ritorno     |
| ---------------------- | --------------- | ---------------- | ------ | ----------- |
| Zenit San Pietroburgo  | 2 - 1           | Terek Groznyj    | 2 - 0  | 0 - 1       |
| Torpedo Mosca          | 4 - 3           | FK Mosca         | 1 - 2  | 3 - 1       |
| Kryl'ja Sovetov Samara | 2 - 2 (1-3 dcr) | Dinamo Mosca     | 2 - 0  | 0 - 2 (dts) |
| CSKA Mosca             | 8 - 0           | Spartak Kostroma | 5 - 0  | 3 - 0       |
| Amkar Perm'            | 0 - 1           | Saturn           | 0 - 1  | 0 - 0       |
| Lokomotiv Čita         | -               | Lokomotiv Mosca  | -      | -           |
| Luč-Ėnergija           | 0 - 2           | Spartak Mosca    | 0 - 1  | 0 - 1       |
| Rubin                  | 2 - 1           | Šinnik           | 0 - 1  | 2 - 0 (dts) |

## Quarti di finale
Le partite di andata furono disputate il 22 marzo 2006, quelle di ritorno il 12 aprile 2006.
| Squadra 1             | Totale | Squadra 2       | Andata | Ritorno |
| --------------------- | ------ | --------------- | ------ | ------- |
| Spartak Mosca         | 4 - 3  | Lokomotiv Mosca | 2 - 2  | 2 - 1   |
| Saturn                | 4 - 3  | Dinamo Mosca    | 3 - 0  | 1 - 3   |
| Zenit San Pietroburgo | 5 - 2  | Torpedo Mosca   | 2 - 0  | 3 - 2   |
| Rubin                 | 1 - 2  | CSKA Mosca      | 1 - 1  | 0 - 1   |

## Semifinali
Le partite di andata furono disputate il 3 maggio 2006, quelle di ritorno il 10 maggio 2006.
| Squadra 1     | Totale | Squadra 2             | Andata | Ritorno |
| ------------- | ------ | --------------------- | ------ | ------- |
| Spartak Mosca | 4 - 2  | Saturn                | 1 - 1  | 3 - 1   |
| CSKA Mosca    | 4 - 0  | Zenit San Pietroburgo | 1 - 0  | 3 - 0   |

## Finale
| Arbitro: | Valentin Valentinovič Ivanov (Mosca) |

|                                |           |  |
| Jô 43’, 90'+3’ Vágner Love 90’ | Marcatori |  |